# 4·12 사건
4•12 사건( - 事件, 영어: April 12 Incident)은 1927년 4월 12일 상하이에서 발생한 중국국민당의 중국공산당 초기 혁명 진영을 대상으로 한 무력을 동원한 진압과 공격을 가리킨다. 이 사건은 소련에 의해 진행된 제1차 국공 합작이 종료됨을 상징하였고 제1차 국공 내전이 이어지게 되었다.

## 개요
북벌 기간 중 1927년, 장제스의 명령에 의해 이루어졌는데 이 공격으로 중국공산당원의 공산혁명이 타격을 입었고 소련에 의한 제1차 국공 합작의 종결로 이어지게 되었다. 이 사건을 두고 진압에 찬성한 쪽에서는 ‘공산당원의 숙청, 정화(이른바 중국어 정체자: 淸黨, 병음: qīng dǎng 청당[*])’로 청당이라 불렀고, 반대파 쪽에서는 ‘공산 혁명의 기도를 막았다’는 뜻에서 ‘4•12 반혁명정변(중국어 간체자: 四一二反革命政變)’ 또는 ‘4•12 참안(중국어: 四一二慘案)’으로 불렀다.
이 사건 이후 몇 달 동안 중화민국 전역에 중국공산당의 무장혁명에 대한 대대적인 경계와 숙청이 이뤄져 공산주의자, 좌파 당원들이 당에서 축출되었고 수배령이 내려져 많은 인사가 체포되고 투옥되고 처형당했으며 중국공산당원들이 탈당하거나 중국국민당으로 전향하였다. 중국국민당의 진압에 항의했던 사람들은 중국공산당으로 비밀리에 입당하거나 공산혁명을 지지하는 쪽에서 시위를 펼쳐 나아갔다. 이 사건으로 인해 천두슈(陳獨秀)와 더불어 대표적 공산주의자로 활동했던 리다자오(李大釗)가 베이징에서 처형당하는 등 코민테른에 의한 혁명운동의 세력이 몇 년간 기세가 꺾이게 되었다.

## 배경과 원인
북벌을 단행하려고 소련과 연대했던 쑨원은 1923년부터 소련과 중국공산당원을 전략상 포용하는 방책을 마련하고 소련에 도움받아 모스크바와 광저우에 손일선대학과 황포군관학교를 세워 북벌을 위한 무관과 혁명 지도자를 육성하였으며 베이징을 포함한 북부 지방에 대해 북벌을 준비하였다. 1925년 쑨원의 사후, 중국국민당은 왕징웨이가 임시 당수에 오르고 장제스가 군권을 쥐는 체제로 조직이 짜여지는 중에 국공합작에 반대하는 기류가 당 내부로 흘러들었고 당내 갈등이 빚어졌다. 그것과 동시에 소련은 레닌 사후로, 스탈린과 트로츠키가 중국에 친공 정권을 수립하려는 혁명 전략을 짜고 경쟁하였는데 중국공산당은 코민테른에 지시받아 국공합작을 발판으로 반제국주의와 반봉건주의에 기초한 토지 혁명과 프롤레타리아 독재 혁명을 계속 이행하고자 하였고 중국국민당은 자본주의국가 건설을 맹렬히 추구하였다.

## 결과
중국국민당은 코민테른을 등에 업은 파업 노동자들의 시위를 무장 해산시키고 중국공산당원과 좌파를 당내에서 강제로 축출한 후 중국에 대한 북벌을 완수한 뒤 중국 전역에 대한 지배권을 확립하게 되었고 장제스도 당내 권력을 장악하고 다시 권력 체제를 강화할 수 있었다. 국내외 위급한 정세로 인해 중앙집권식 통치를 표방하면서 마찬가지로 민주 공화 정치와는 거리가 멀었던 중국국민당은 북벌 후로 국가 혼란을 나름 수습해 나가는 한편 소련과 단교했고 중화민국 북양 정부를 지원했던 서방의 시장경제 세력과 화해하려고 노력하면서 자본주의경제를 표방하였다. 그런데도 소련, 미국, 영국, 프랑스, 독일, 일본 제국 등이 중국에서 이권을 얻고자 하였으므로, 중국은 안정 속의 혼란을 면치 못하였다.
1927년 7월 13일, 중국공산당은 대시국 선언을 발표하여 제1차 국공 합작의 종료를 선언하고 이후 같은 해 8월 1일 난창 봉기를 비롯하여 수차례 봉기하면서 정권에 대한 무력 도전을 감행하였으나 실패하였다. 도시지역에서 무장혁명 입지가 줄어든 후는 지하로 숨어들어 혁명을 계속 벌여 나아갔다. 마오쩌둥을 위시한 일부 공산주의자들은 이 사건을 계기로 자체 무장혁명을 통해 정권을 노리는 방향으로 선회하여 코민테른의 지원으로 홍군을 조직해 농촌 지역과 산간 오지로 잠입하여 소비에트를 설치하면서 세력을 도모해 갔고 사회 각계의 친공 수행원들과 비밀 당원들은 중국국민당 통치 지역에서 지하운동을 하면서 여론을 유리하게 이끄는 작업을 전개하였다. 중국국민당과 중국공산당 간 모두 정권을 쥐고자 하였고 양보나 개혁에는 관심이 없었으므로 제일차국공 내전이 계속되었고 그 혼란을 틈 탄 일본 제국의 침략이 뒤이어졌다.
중국국민당 좌파에서 쑹칭링을 비롯한 친공파 세력은 장제스에 공식으로 반기를 들고 중국공산당의 혁명 노선에 부합하는 방향으로 틀면서 세력을 규합해 나아갔다.
프랑스 작가 앙드레 말로가 1933년 발표한 장편소설 《인간의 조건》은 바로 상하이에서 벌어진 이 사건을 배경으로 삼고 있다.

## 같이 보기
- 제1차 국공합작
- 북벌
- 징강 산
- 추수 봉기
- 난창 봉기